# Erieopterus
Genre
Erieopterus est un genre fossile d'euryptérides (chélicérates aquatiques du Paléozoïque) connu en Allemagne, en Estonie, en Norvège, au Canada et dans le nord des États-Unis.  

## Présentation
Le genre Erieopterus est créé en 1958 par Erik Norman Kjellesvig-Waering,. C'est l'unique représentant de la famille des Erieopteridae, érigée en 1989. Ses espèces ont longtemps été considérées comme des membres du genre proche Eurypterus, et vivaient dans des eaux marines à douces.

### Étymologie
Le nom du genre est issu de la combinaison du suffixe -pterus souvent utilisé pour nommer les euryptérides, et du nom du comté d'Érié dans l'État de New York, où les fossiles de plusieurs de ses espèces sont connues.

## Description
Étant le seul genre de sa famille, les critères d'identification d'Erieopterus se recoupent avec ceux des Erieopteridae dans leur forme actuelle,. Cet euryptéride de taille relativement petite se distingue nettement d'Eurypterus par plusieurs caractères morphologiques. L'exosquelette est particulièrement épais et sa surface est principalement lisse, à l'exception de quelques pustules. Le prosome est large et semi-elliptique, avec de petits yeux réniformes quasiment au centre de la carapace en face dorsale (une caractéristique relevée dans le nom de l'espèce type du genre, E. microphthalmus). L'opisthosome diminue en largeur au second segment du métasome, donnant une division de l'opisthosome rappelant vaguement celle d'un scorpion et brouillant partiellement la formule classique des euryptérides d'un mésosome de 6 segments suivi d'un métasome de 6 autres segments. Le telson (segment terminal du corps, homologue au dard d'un scorpion) est en forme de pointe, similaire à celui d'Eurypterus. Un autre critère isolant nettement Erieopterus des autres Eurypteroidea repose sur la morphologie des pattes. Contrairement à celles d'Eurypterus ou des Dolichopteridae, elles sont dépourvues d'épines distinctes : à la place, Erieopterus possédait des projections pointues dérivant de la cuticule,. La cinquième paire de pattes, modifiée en une large palette natatoire comme chez les genres lui étant proche, présente un dernier article particulier modifié en une griffe recourbée, au lieu d'avoir la forme d'une pointe de petite taille comme chez d'autres euryptérines.
Les espèces contenues dans le genre ont varié au fil des travaux : des fossiles attribués aujourd'hui aux Strobilopteridae étaient par exemple inclus dans Erieopterus tandis qu'E. microphthalmus et E. eriensis étaient considérées comme des sous-espèces de E. microphthalmus lors de la description initiale du genre par Erik Norman Kjellesvig-Waering en 1958. E. hudsonicus et E. decepiens ne sont également plus reconnus comme des fossiles d'euryptérides. La différenciation des différentes espèces repose essentiellement sur la morphologie des éléments du prosome et des pattes.

## Liste des espèces
- † Erieopterus eriensis (Whitfield, 1882)
- † Erieopterus hypsophthalmus Kjellesvig-Waering, 1958
- † ?Erieopterus laticeps (Schmidt, 1883)
- † ?Erieopterus limuloides (Kjellesvig-Waering,1948)
- † Erieopterus microphthalmus (Hall, 1859)
- † ?Erieopterus phillipsensis Copeland, 1971
- † ?Erieopterus statzi Størmer, 1936
- † ?Erieopterus turgidus Stumm & Kjellesvig-Waering,1962

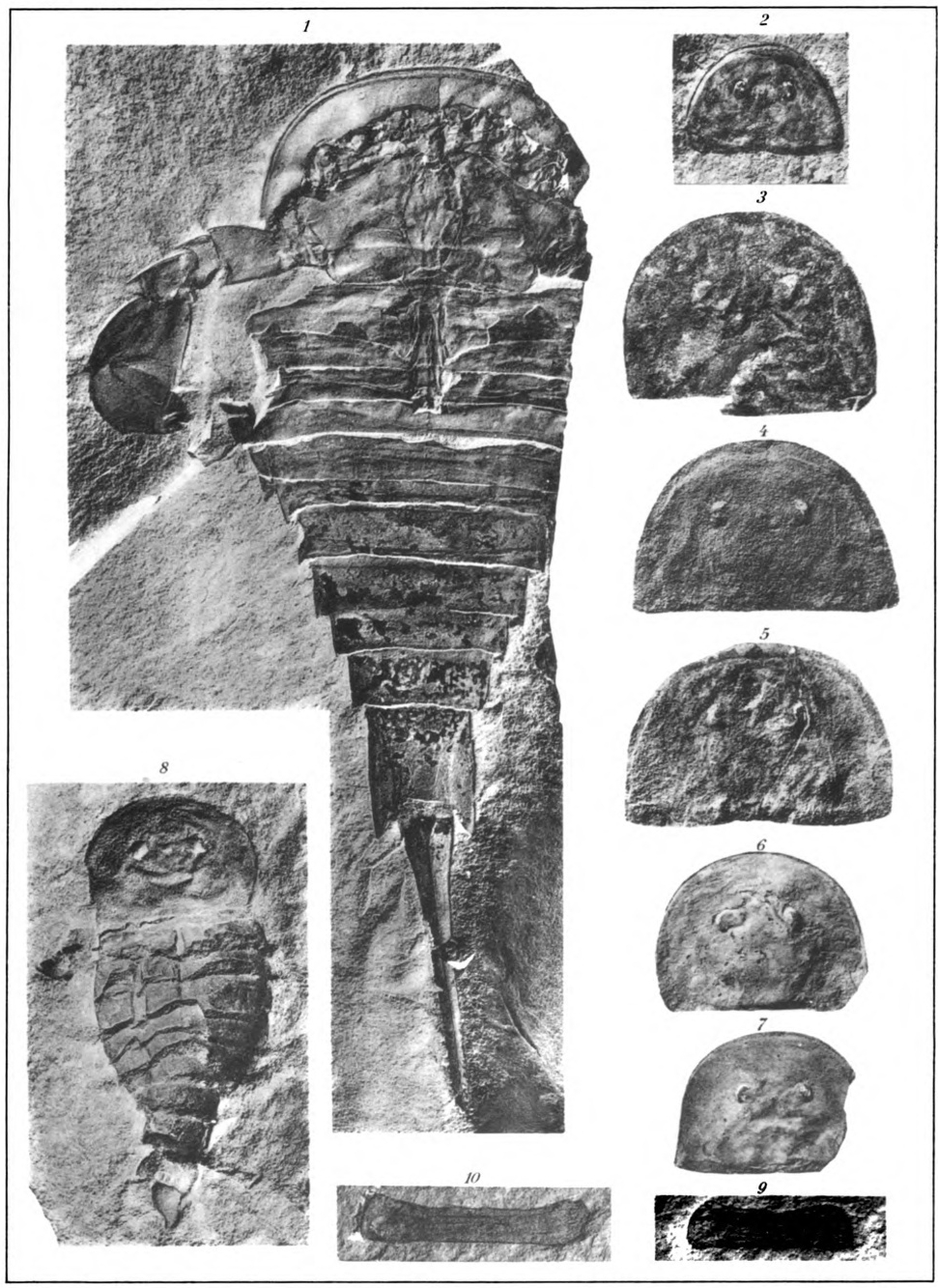
Spécimens d'Erieopterus (2-5 : E. microphthalmus, 6-10 : E. eriensis).
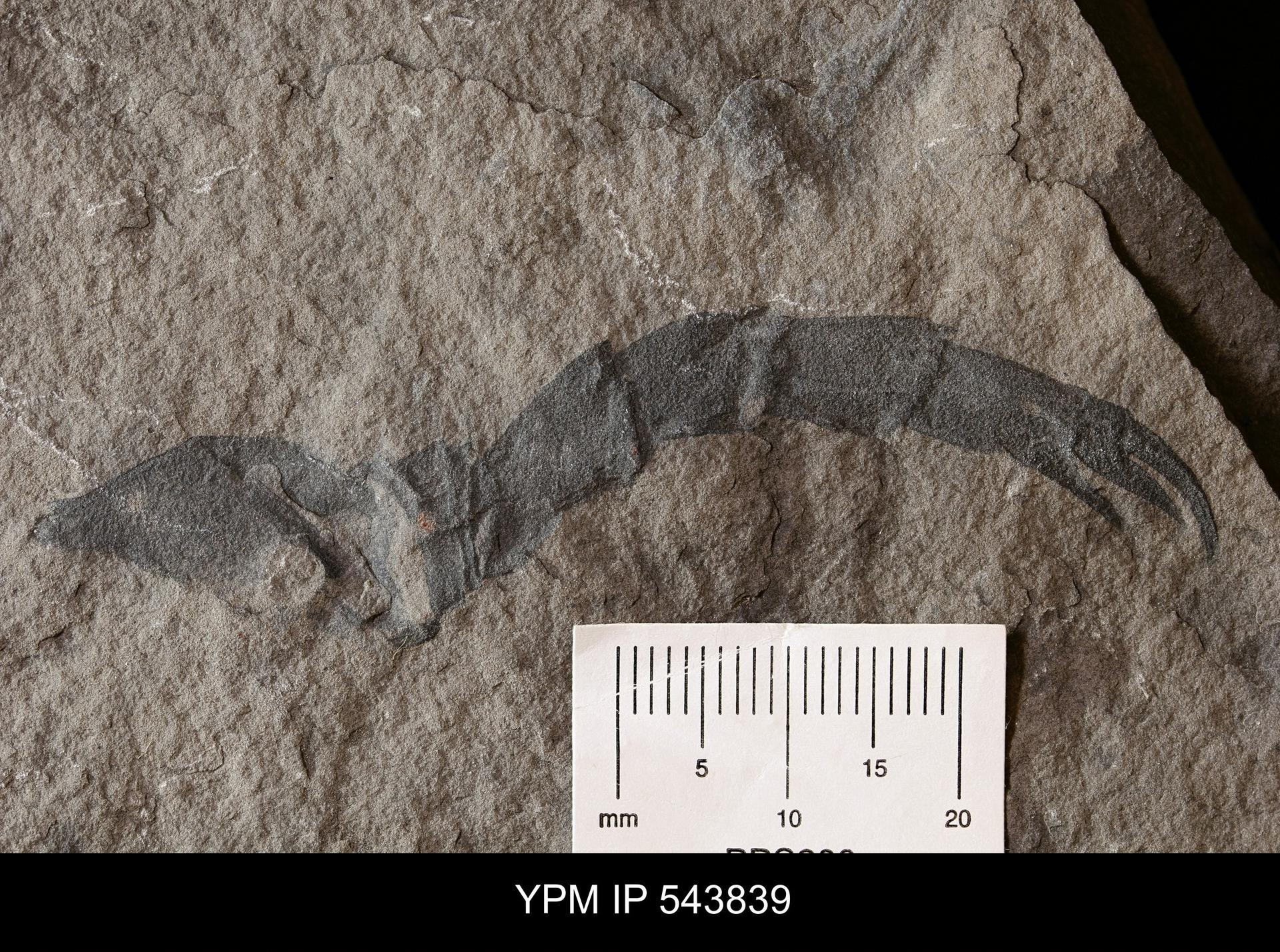
Patte d'Erieopterus microphthalmus montrant l'absence d'épines individuelles, remplacées par des projections pointues de l'exosquelette sur les derniers articles.
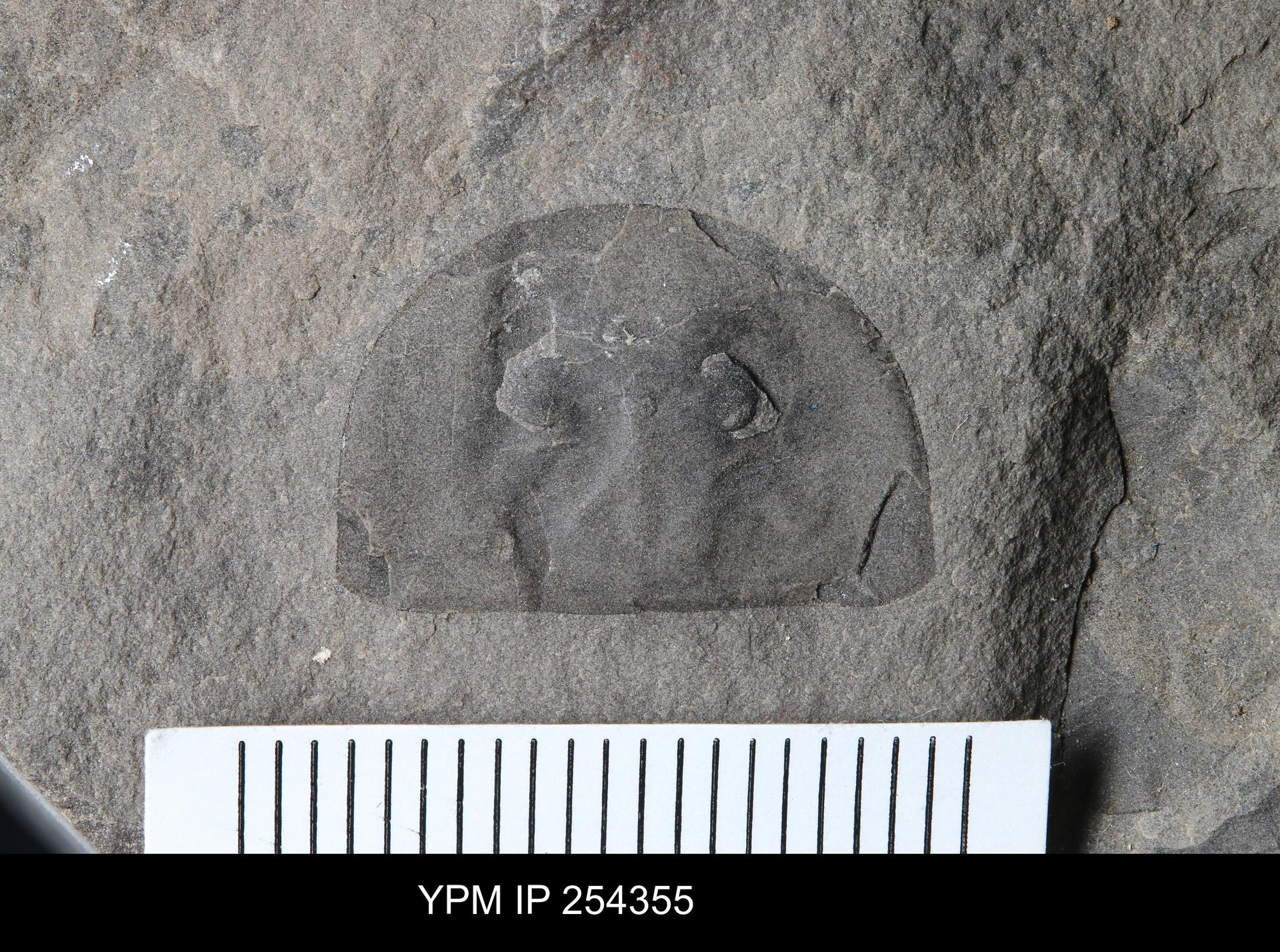
Prosome d'Erieopterus microphthalmus.

## Classification
Erieopterus ressemble fortement à Eurypterus dans son aspect général, ce qui lui a valu d'être considéré pendant pratiquement un siècle comme partie intégrante de ce genre,. Cette proximité se retrouve dans les phylogénies des euryptérides, Erieopterus étant fréquemment le groupe frère d'Eurypterus au sein des Eurypteroidea,.
Bien qu’Erieopterus soit actuellement le seul genre d'Erieopteridae reconnu, la famille comptait lors de sa première description en 1989 d'autres genres comme Buffalopterus (déplacé dans les Strobilopteridae) et Onychopterella (déplacé dans les Onychopterellidae), sur la base de la morphologie des pattes et de l'opisthosome.

## Distribution spatio-temporelle
Erieopterus est connu pendant le Silurien du Wenlock au Pridoli et affectionnait les milieux marins comme dulçaquicoles, pouvant expliquer l'épaississement de la cuticule qui aurait permis une meilleure résistance face à des variations de salinité. Le manque de spécialisation des pattes comparé à d'autres familles d'euryptérides et sa proximité avec Eurypterus suggère qu'il s'agissait d'un prédateur au régime alimentaire généraliste. Les premières occurrences d'Erieopterus durant le Wenlock pointe une origine localisée vers la Baltica, E. laticeps étant connu en Norvège, en Estonie et au Canada. Le genre voit ensuite au Pridoli une forte diversification dans les eaux de la Laurentia (paléocontinent à l'origine de l'Amérique du nord et du Groenland), où sont retrouvées toutes les autres espèces appartenant au genre,. Cette tendance d'une dispersion dans la Laurentia depuis une origine en Baltica est fréquente au sein des Eurypteroidea et s'observe également chez Eurypterus et Dolichopterus. E. microphthalmus  est la seule espèce du genre à passer la limite Silurien-Dévonien dans les eaux de la Laurussia avec des spécimens dans le Lochkovien des États-Unis, puis dans l'Emsien d'Allemagne et de l'arctique canadien.

### Publication originale
[1958] (en) Erik Norman Kjellesvig-Waering, « The Genera, Species and Subspecies of the Family Eurypteridae, Burmeister, 1845 », Journal of Paleontology, vol. 32, no 6,‎ 1958, p. 1107-1148. 